# Kleine Camargue

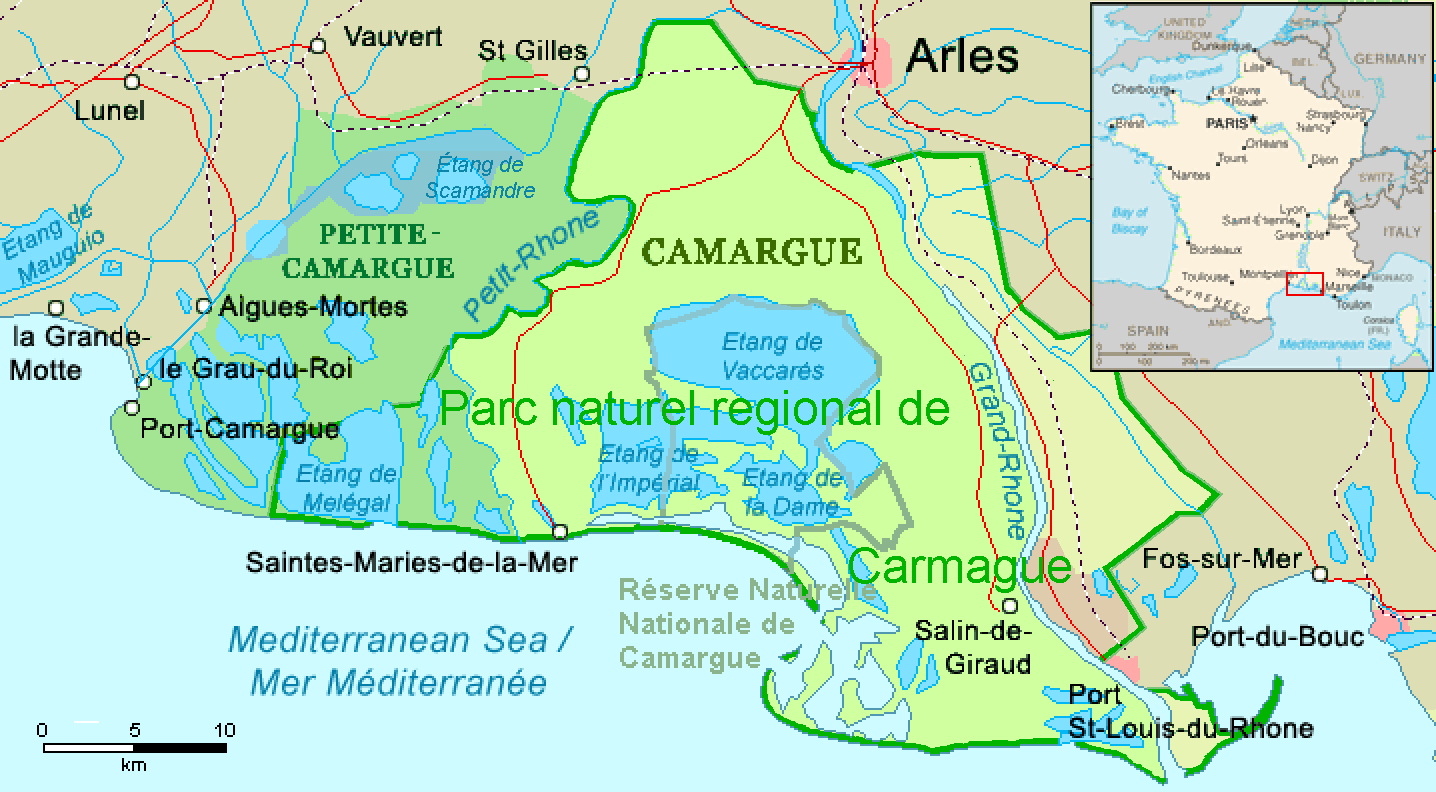
Kleine Camargue westlich des Rhonedeltas

Die Kleine Camargue, franz.: la Petite Camargue, ist ein Teil der südfranzösischen Küstenebene, verteilt auf die Départements Gard (Region Okzitanien) und Bouches-du-Rhône (Region Provence-Alpes-Côte d’Azur).

## Grenzen und Nachbarschaften
Im Osten bildet die Kleine Rhone (Petit Rhône) die Grenze zur eigentlichen Camargue. Im Norden reicht die Kleine Camargue über den Canal du Rhône à Sète hinweg bis an den Fuß der Cevennen. Als westliche Begrenzung wird die Stadt Aigues-Mortes angegeben, durch die die Vistre aus den Cevennen zum Mittelmeer fließt, zwischen ihr und der Mündung in Le Grau-du-Roi durch Dämme mehr von den Wasserflächen der Étangs als von Landflächen getrennt.
Die Ausdehnung der Kleinen Camargue beträgt ohne Wasserflächen etwa 200 km², mit Wasserflächen zwischen 300 km² und 400 km².

## Landschaft
Die kleine Camargue ist Teil einer Schwemmlandebene, jedoch hat nach deren Herausbildung der weitere Sedimenteintrag aus den sie östlich und westlich begrenzenden Flüssen nicht ausgereicht, um den Anstieg des Meeresspiegels voll auszugleichen. So haben sich in der Ebene zwischen dem Gebirgsfuß und der von Dünen markierten Küstenlinie die ausgedehnten Wasserflächen der zahlreichen und vielfach miteinander verbundenen Étangs gebildet.
Die landwirtschaftlichen Nutzflächen bestehen im Wesentlichen aus einem in Ost-West-Richtung ausgedehnten Streifen von Aigues-Mortes bis an die Kleine Rhone und einen schmalen Streifen zwischen dem Nordufer des Canal du Rhône à Sète und dem Fuß der Cevennen. Grabensysteme sorgen für eine Bewässerung, um der Versalzung entgegenzuwirken, und eine Entwässerung.
Zwischen den beiden landwirtschaftlich genutzten Zonen im Norden und in der Mitte sowie zwischen Letzterer und dem Dünenband entlang der Küste erstrecken sich ausgedehnte Wasser- und Sumpfflächen. Bei Aiges Mortes wird auf diesen Flächen Salzgewinnung betrieben. Ansonsten gibt es große Röhrichtbestände.

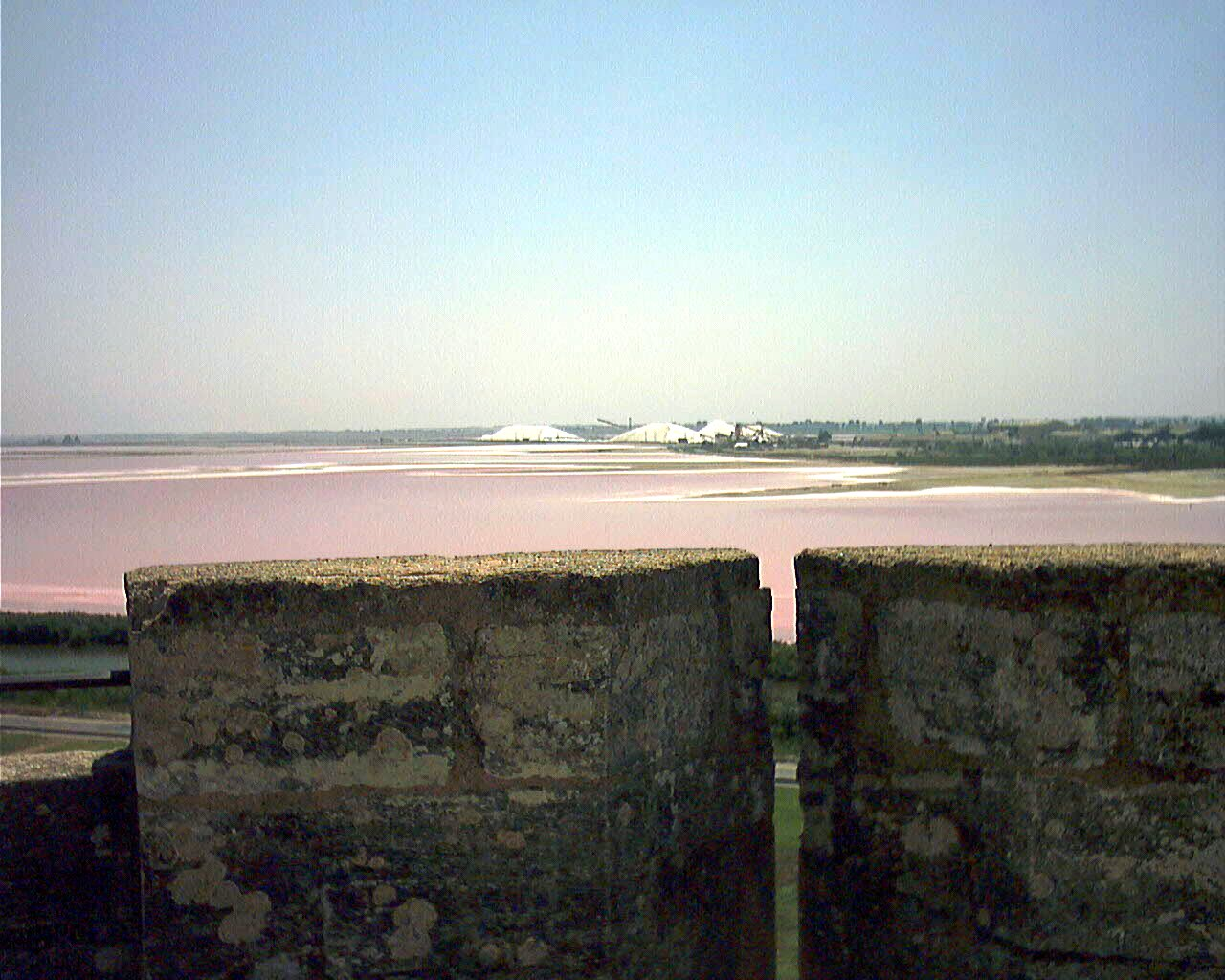
Saline bei Aigues-Mortes
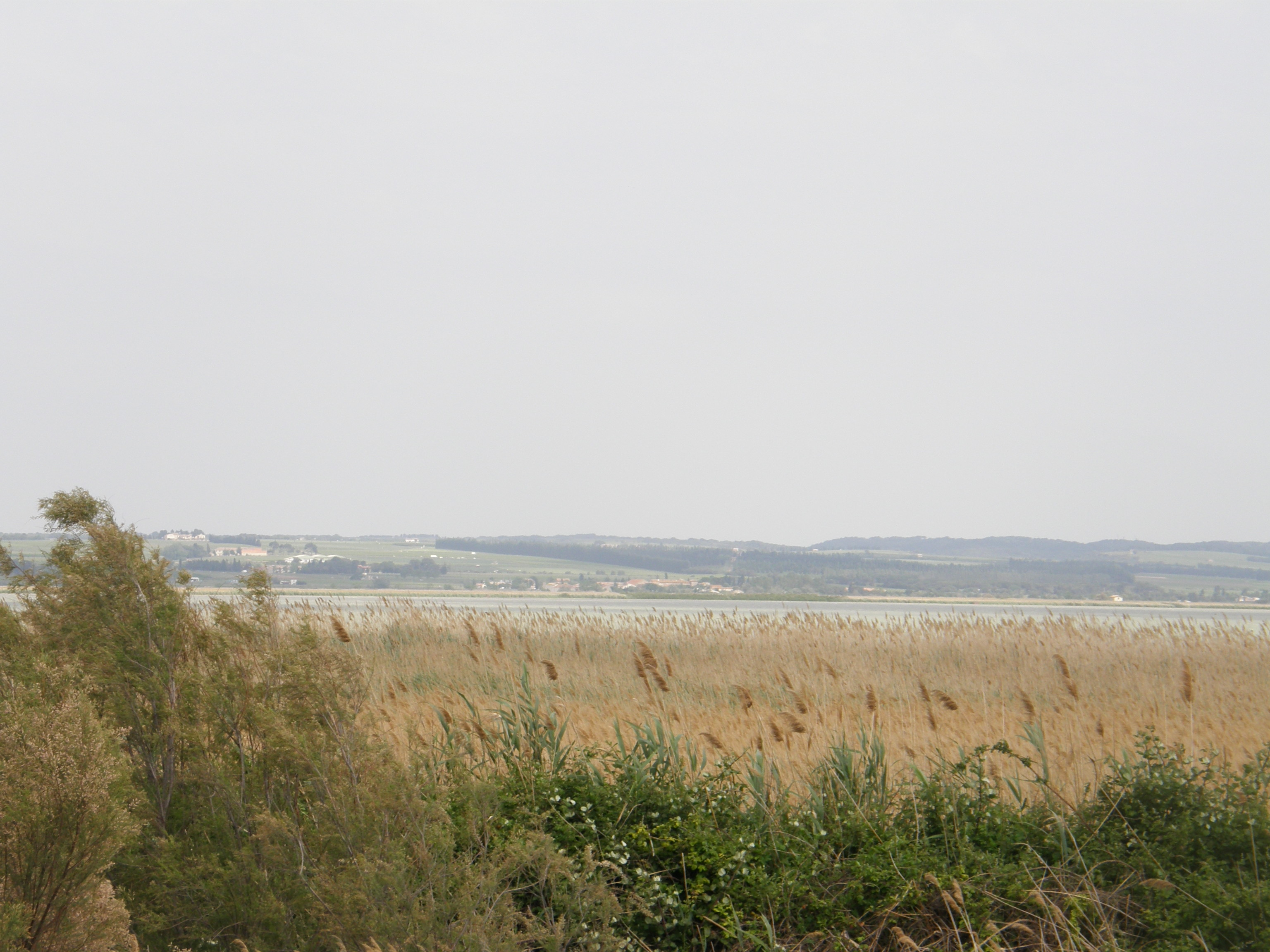
Étang de Scamandre vor dem Fuß der Cévennen
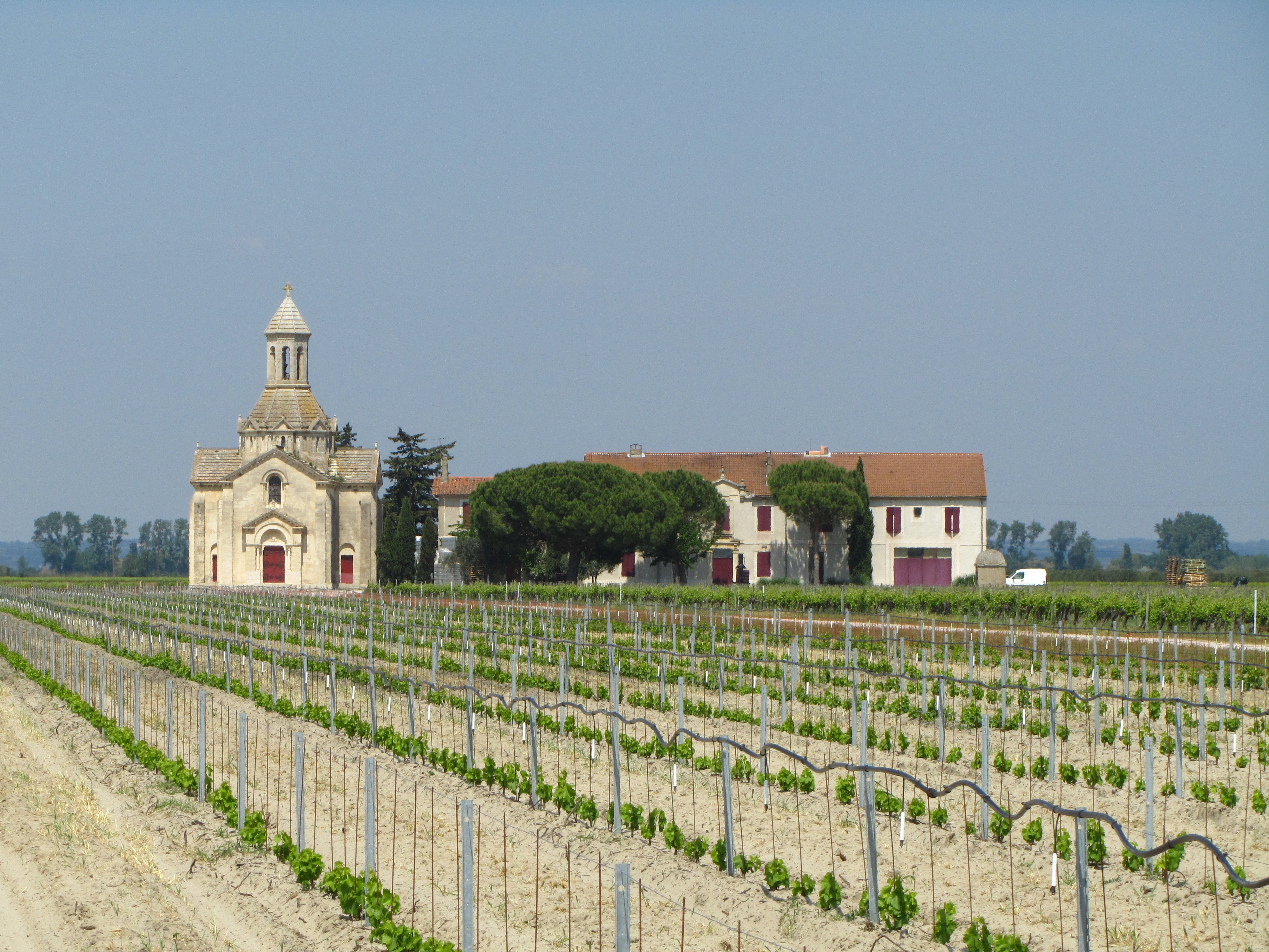
Weinbau und Kapelle in Gallician

## Informationsquellen
- Larousse-Artikel über die Camargue:
  - Aktuelle Version – Kurzfassung
  - La Grande Encyclopédie, Éd. 1971–1976, Seiten 2391 und 2392
- Geoportal des IGN France

Koordinaten: 43° 34′ N, 4° 17′ O